# Appius Maximus Santra
Appius Maximus Santra est un sénateur romain du IIe siècle, consulaire et légat pendant la guerre parthique de Trajan, uniquement connu pour y être décédé au combat.

## Biographie
Son cognomen est peut-être d'origine étrusque. C'est un consulaire,, mais on ignore la date de son consulat suffect.
Les succès de Trajan sur les Parthes entre 114 et 116, avec la conquête de l'Arménie, de la Mésopotamie et de la capitale Ctésiphon, donnent de l'assurance à l'empereur romain qui entreprend un voyage le long du Tigre vers le Golfe Persique en commettant l'erreur stratégique de négliger de renforcer sa position. Les Parthes, marqués par la chute de leur capitale, retrouvent une certaine unité, en profitent pour se réorganiser et progressent sur les arrières des troupes romaines, reprenant le contrôle de l'Adiabène. Profitant de l'absence de Trajan et de la dispersion de ses troupes, une grande révolte se répand rapidement à toutes les régions conquises récemment par les Romains.
En Mésopotamie, durant l'automne 116, plusieurs légats, dont Maximus Santra, sont battus, entraînant la perte de nombreuses garnisons. Il est tué lors de cette défaite,,.